# مانگاکا

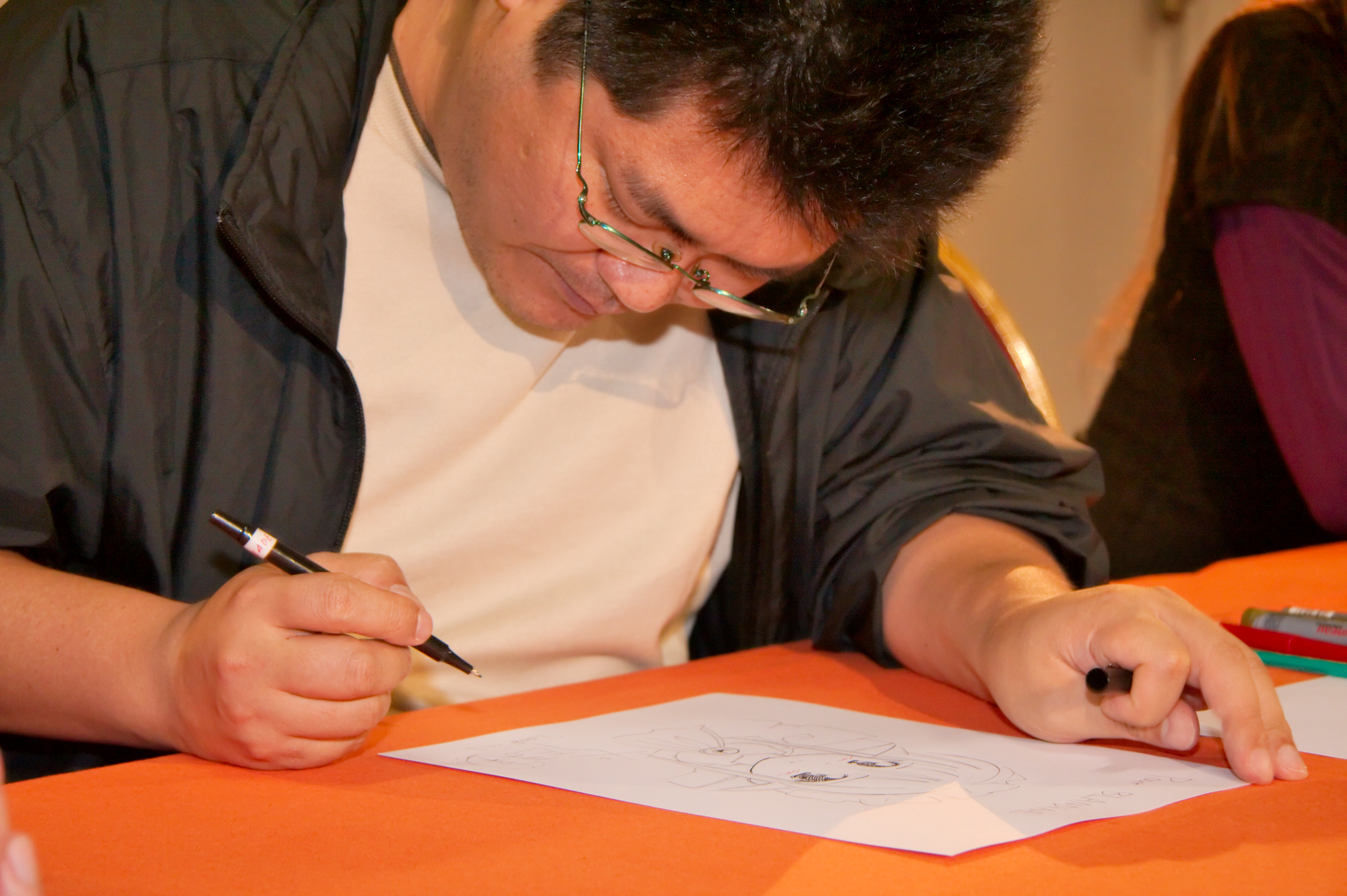
بو دامیتا، مانگاکای مشهور در حال دادن امضا

مانگاکا (به ژاپنی: 漫画家) واژه‌ای است ژاپنی به معنی نویسنده یا تصویرگر مانگا (کتاب‌های داستان مصور).
پسوند -کا در این واژه به معنای نگارنده یا هنرمند است.
به هنرمند خالق مانگا که آن‌ را به تصویر می‌کشد مانگاکا گفته می‌شود. پسوند کا جهت خطاب فرد متخصص این کار است. یک مانگاکا اغلب با تحصیل در دانشگاه هنر، آموزشگاه مانگا و دستیاری استادان این حوزه فعالیت حرفه‌ای خود را آغاز می‌کند.
درحالی‌که در ژاپن برای فعالیت مستقل مانگاکاهای آماتور و نیمه‌حرفه‌ای شرایط خوبی برخوردار است اما تولید یک مانگای حرفه‌ای به‌ندرت امری انفرادی است و مانگاکا برای تولید مانگا از یک تیم شامل ادیتور، نویسنده و دستیارانی برای کمک در تکمیل نهایی طراحی بهره می‌برد.

## مانگاکاهای نام‌دار
- آئوئی ناناسه
- آئی یازاوا (矢沢 あい)
- ائیچیرو اودا (尾田 栄一郎)
- کیوهیکو آزوما (あずま きよひこ)
- آکیرا توریاما (鳥山 明)
- اوسامو تزوکا (手塚 治虫)
- تاکهیکو اینوئوئه (井上 雄彦)
- تاکومی ناگایاسو (ながやす 巧)
- تسوکاسا هوجو (北条司)
- توهرو فوجیساوا (藤沢 とおる)
- تیته کوبو
- جونجی ایتو (伊藤 潤二)
- دایساکو تسورو (都留 泰作)
- رومیکو تاکاهاشی (高橋 留美子)
- ریوکو ایکدا (池田 理代子)
- سانپئی شیراتو (白土 三平)
- شوتارو ایشینوموری (石ノ森 章太郎)
- شین تاکاهاشی (高橋 しん)
- فرانچسکو بلیسیمو (ベリッシモ・フランチェスコ・喜広)
- فِرِد گَلَگِر
- فوجیو فوجیکو (藤子 不二雄) - تیم دونفره متشکل از:
  - فوجیکو اف. فوجیو (藤子・F・不二雄)
  - فوجیکو فوجیو آ. (藤子 不二雄A)
- کاتسوهیرو اوتومو (大友 克洋)
- کازوئو اومزو (楳図 かずお)
- کایجی کاواگوچی (かわぐち かいじ)
- کلمپ (CLAMP)
- کن آکاماتسو (赤松 健)
- کنتارو میورا (三浦 建太郎)
- کوسوکه فوجیشیما (藤島 康介)
- کیا آسامیا (麻宮 騎亜)
- گوشو آئویاما (青山 剛昌)
- ماساشی کیشیموتو (岸本斉史)
- ماساکازو کاتسورا (桂 正和)
- ماسامونه شیرو (士郎 正宗)
- میتسوترو یوکویاما (横山 光輝)
- میتسورو آداچی (あだち充)
- نائوکو تاکئوچی (武内 直子)
- ناتسوکی تاکایا (高屋 奈月)
- هایائو میازاکی (宮崎 駿)
- هاجیمه ایسایاما (諫山 創)
- یوسوکه تاکاهاشی (高橋 葉介)
- یوشیهارو تسوگه (つげ 義春)
- یوشیوکی ساداموتو (貞本 義行)
- یوکیتو کیشیرو (木城 ゆきと)
- یوکینوبو هوشینو (星野 之宣)